# Sombreffe
Sombreffe är en kommun i Belgien.   Den ligger i provinsen Namur och regionen Vallonien, i den centrala delen av landet, 40 km söder om huvudstaden Bryssel. Antalet invånare är 8 096.
Trakten runt Sombreffe består till största delen av jordbruksmark. Runt Sombreffe är det tätbefolkat, med 659 invånare per kvadratkilometer.